# بیماری هیرشپرونگ
بیماری هیرشپرونگ (به انگلیسی: Hirschsprung's disease (HD)) یک اختلال عصبی - عملکردی در ناحیه شکمی بوده که طی آن تمام یا بخشی از روده بزرگ یا قسمت‌های ابتدایی دستگاه گوارش فاقد اعصاب و در نتیجه دچار اختلال عملکردی می‌شوند.
بدلیل عدم وجود بافت عصبی کامل درانتهای روده، این قسمت تحرک کافی نداشته و در نتیجه مدفوع در پشت قسمتی که اعصاب کامل ندارد تجمع پیدا می‌کند و این قسمت به‌طور مزمن گشاد و بزرگ می‌شود.

به‌طور معمول در طی رشد جنین، سلول‌های تاج عصبی برای تشکیل شبکه اورباخ و شبکه مایسنر به روده بزرگ مهاجرت می‌کنند. در این بیماری مادرزادی، مهاجرت عصبی کامل نبوده و بخش‌هایی از روده بزرگ با فقدان این شبکه عصبی، دچار اختلال عملکردی می‌شود.

در بیشتر افراد مبتلا، این اختلال در روده بزرگ و در نزدیکی مقعد تأثیر می‌گذارد. این بیماری شایع‌ترین علت انسداد گوارشی در نوزادان به‌شمار می‌رود. در ۵ درصد موارد، تمام روده بزرگ تحت تأثیر قرار می‌گیرد؛ این امکان وجود دارد که معده و مری بیشتر تحت تأثیر قرار گیرند.

هیرشپرونگ معمولاً در هر یک در ۵۰۰۰ مورد کودک ژاپنی و آمریکایی گزارش شده و بیشتر در پسرها دیده می‌شود.
درمان شامل جراحی است که با pull-through procedure انجام میشود.
همراهی با سندروم داون تریزومی ۲۱.
پیش آگهی خوبی دارد.

## علایم بالینی
این بیماری در سنین مختلف علائم متفاوت دارد.
1. عدم دفع مدفوع در ۲۴ تا ۴۸ ساعت تولد نوزاد
2. مدفوع غیر طبیعی
3. تغذیه ناکافی
4. استفراغ
5. اسهال آبکی (در نوزادان)

علایم در کودکان بزرگتر:
1. وجود یبوست
2. مدفوع متراکم[۴]